# Arvo Jorma
 Arvo Ansio Jorma (ursprungligen Lehmus), född 21 juli 1893, död 17 augusti 1973, var en finländsk sångare och skådespelare.
1930 gjorde Jorma tio skivinspelningar i Danmark tillsammans med Pohjola-orkesteri. Jorma framförde sånger av bland andra R.R. Ryynänen och Wäinö William Siikaniemi. Jorma medverkade 1953 och 1963 i två filmer.